# Караханидское государство
Карахани́дское госуда́рство или Караханидский каганат (840—1212; перс.  ایلک خانیان ‎ — Ilak-Khānīyān) — тюркское или уйгурское мусульманское средневековое государство (раннефеодальная монархия) на территории Центральной Азии.

## История

### Происхождение
Происхождение самой династии неясно. Как отмечал крупнейший и общепризнанный специалист по истории Караханидов Б. Кочнев, сами Караханиды причисляли себя к потомкам легендарного царя Турана — Афрасиаба и свою династию именовали «ал-Афрасиаб» — род Афрасиаба, в то время как в рукописных источниках их называют Ханидами или Хаканидами. Эту интерпретацию истории отмечал и американский специалист по истории Караханидов Роберт Данкофф, который писал, что Караханиды считали, что настоящее имя Афрасиаба звучало как Алп Эр тунга.
Принятые в литературе её названия (Караханиды, реже илеки) совершенно условны и сконструированы историками XIX века из двух распространённых титулов: кара-каган и илек.
Учитывая мульти-племенной состав государства, вопрос о происхождении правящей элиты Караханидов вызывает споры. По мнению Бориса Кочнева  Караханиды имеют отношение к клану Igdish (Идгиш) из чигильской группы, которые когда-то составляли часть кочевой Карлукской конфедерации. Первоначально карлукский племенной союз состоял из трёх крупных кочевых племён, среди которых самым многочисленным было племя чигил.
Исследование Дутураевой, проведенное в КНР при консультациях с китайскими учёными показывает, что китайские источники времён династии Сун видят Караханидов как потомков Уйгурского Каганата наравне с уйгурами Турфана (IX — XIII вв.) и Ганьсу (IX — XI вв.):
В начале, Haigu (Уйгуры) ушли на запад, их племена и кланы разошлись по разным местам. Поэтому здесь был kehan (Каган) в Ganzhou (Ганьсу), kehan в Xizhou (Турфане) и heihan (Карахан) в Xinfuzhou (Хотане*). Они все потомки Уйгура.
* — под Хотаном китайцы подразумевают Караханидов.
В документах династии Сун государство Караханидов было известно как Кашгарское государство по названию их столицы — города Кашгара, но после завоевания Хотанского царства караханидами в китайских источниках они начинают появляться под названием государства Хотан. По мнению Дутураевой для Караханидов иметь отношение к наследию Танского Китая было престижным.
Также в китайских документах периода династии Цзинь пишется следующее:
...В период c 1161 по 1189 года, трое людей возглавляемых уйгуром по имени Ixilan прибыли для торговли к комиссии по борьбу с бандитами со словами: "Наше царство это уйгуро-чигильское племя [Huihe Zoukuo], город из которого мы прибыли называется Баласагун..."
Лю Иншэн предполагает то что "Zoukou" является китайским названием для чигиль, одного из племён караханидов.
В.В.Бартольд писал следующее:
Династия Караханидов была тесно связана с Кашгаром, который, как местопребывание хана и его двора, назывался также Ордукент, т.е селение, где находится орда, об этом говорит и Махмуд Кашгарский. Отсюда, естественно должно возникнуть предположение что народ владевший Кашгаром создал и династию караханидов, т.е что Караханиды вышли из народа ягма, ветви токузогузов или уйгуров.

### Образование государства

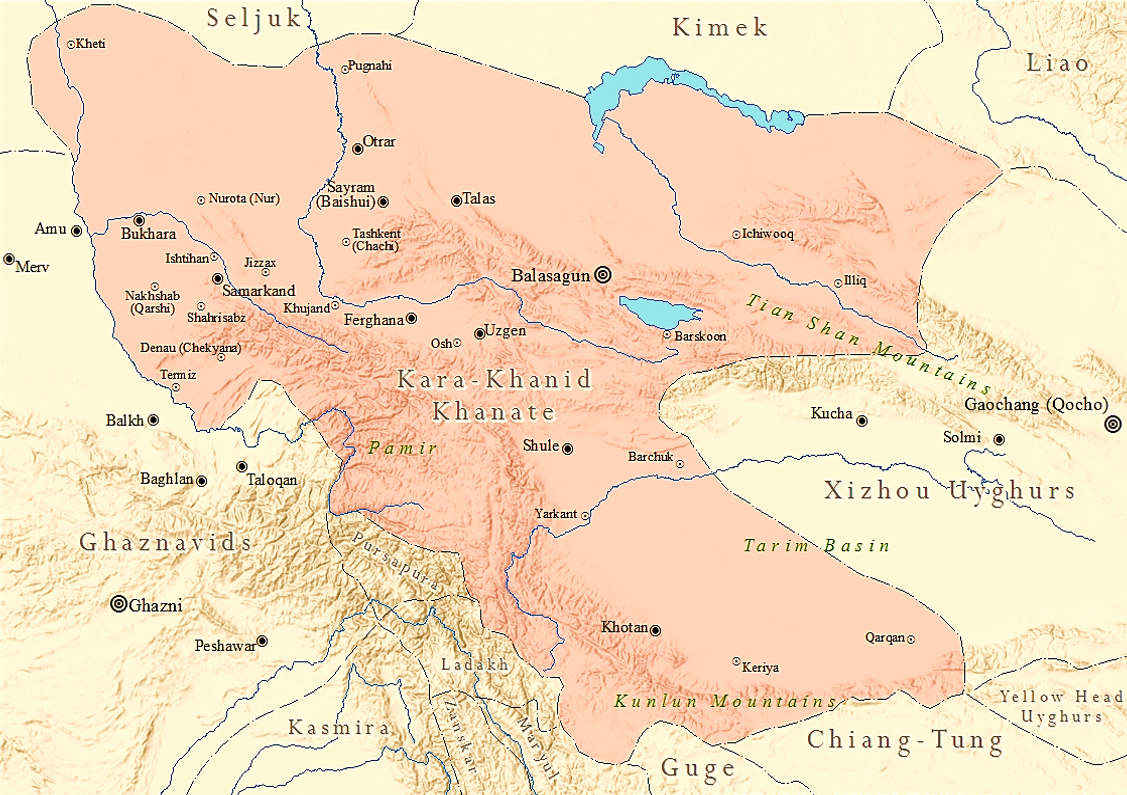
Карта Караханидского государства в границах 1006 года

После разгрома Уйгурского каганата в 840 году, выходец из знатного рода Эдгиш, который составлял часть племени чигилей, карлукский ябгу и правитель Исфиджаба Бильге-Кюль, открыто заявил о своих правах на верховную власть и принял титул «хан». Возможно, с этого момента берёт своё начало род Караханидов. Сам термин «караханиды» не имеет однозначного толкования, большинство исследователей склоняется к тому, что он произошел от титула «карахакан», то есть «главный», «верховный» каган.
При сыновьях Бильге-Кюля «Кара» Кадыра Арслан-хана (840—893) («Арслан» — лев — тотем чигилей) — Базире Арслан-хане (893—920) и Огулчаке Арслан-хане (893—940) — возобновляются набеги на территорию Мавераннахра. К этому времени в Мавераннахре начинается укрепление дома Саманидов. Ликвидировав междоусобицы внутри рода и усмирив мятежи против власти Саманидов в Хорасане и Мавераннахре, эмир Абу Ибрахим Исмаил ибн Ахмад Саманид (892—907) начал задумываться об обеспечении внешней безопасности своего эмирата. В связи с этим в 893 году был предпринят поход на Семиречье, в ходе которого были взяты города Исфиджаб и Тараз. После длительной осады эти города пали, а население было принудительно обращено в ислам. Чигили были вынуждены переселиться на север, ближе к озеру Иссык-Куль, а ставку хана перенести в Баласагун. К этому времени ещё одно племя карлукской конфедерации — ягма — вытесненное тибетцами, поселяется в этом же ареале. Именно с этого момента начинается тесно взаимодействие этих двух племён, впоследствии ставших ядром Караханидского государства.
Окончательно же власть караханидских ханов утвердилась к 940-м годам.

### Исламизация Караханидского государства
В 920 году ябгу племени ягма становится Сатук, который в 932 году принимает ислам и меняет имя на мусульманское Абд ал-Карим. При сыне и преемнике Сатука (Абд ал-Карима) Богра-хана (920—955) («Богра» — верблюд — тотем племени ягма) Мусе ибн Абд ал-Кариме Богра-хане (956—958) в ханстве началась исламизация. Из арабского языка был заимствован верховный титул правителя — султан ас-салатин (то есть султан над султанами). Но тем не менее такие тюркские титулы, как каган, илек и тегин не потеряли своего значения.
Во время правления брата Мусы Сулеймане ибн Абд ал-Кариме (958—970), который принял титул Арслан-хан, население государства было обращено в ислам. Согласно арабским историкам Ибн Мискавейху и Ибн ал-Асиру в 960 году «200 000 шатров неверных (тюрков — А. Б.) приняли ислам». Предположительно, под словом «тюрки» подразумевались Караханиды.
Средневековый арабский историк Макдиси сообщал, что уже во второй половине X века в каждом караханидском городе присутствовала мечеть.

## Этническая картина в Мавераннахре до появления Караханидов
Население Мавераннахра к X веку было пестрым и полиэтничным. По мнению Бартольда, в нем жили персы, арабы, тюрки, евреи, туркмены и др..
Уже в VII—VIII вв. источники фиксируют названия ряда тюркоязычных племён на территории Среднеазиатского междуречья: тюрки, кумиджии, карлуки, кангары, халаджи, аргу, тюргеши, чолы. Древним тюркским племенем были халаджи, которые в VI—VIII вв. проживали в степных районах Средней Азии, а также в Тохаристане — современные территории южного Узбекистана, Таджикистана и северного Афганистана. Карлуки были одним из древних тюркоязычных племён, которые в VI—VII веках упоминаются в среднеазиатских оазисах. В 766—840 годах карлуки создали каганат в Средней Азии. Существование тюркской политической элиты в оазисах Средней Азии в VII—VIII вв. подтверждается выпуском монет. Тюркские правители Бухарского оазиса в середине VIII в. выпускали тюрко-согдийские монеты, с надписью «владыки хакана деньга» Тюрки других оазисов Центральной Азии выпускали свои монеты: тюрко-согдийские монеты тюрков-халачей, тюргешей, тухусов Тюркские правители Ташкентского оазиса — Чача в VII — начале VIII в. выпускали свои монеты, среди которых Л. С. Баратова выделяет следующие типы: с надписью «господина хакана деньга», «тудун Сатачар», с надписью в правитель Турк (VII в) Тюркские правители Ферганы в VII — начале VIII в. выпускали монет следующих типов: с надписью «тутук Алпу хакан» или «Тутмыш Алпу-хакан» и с надписью «хакан».

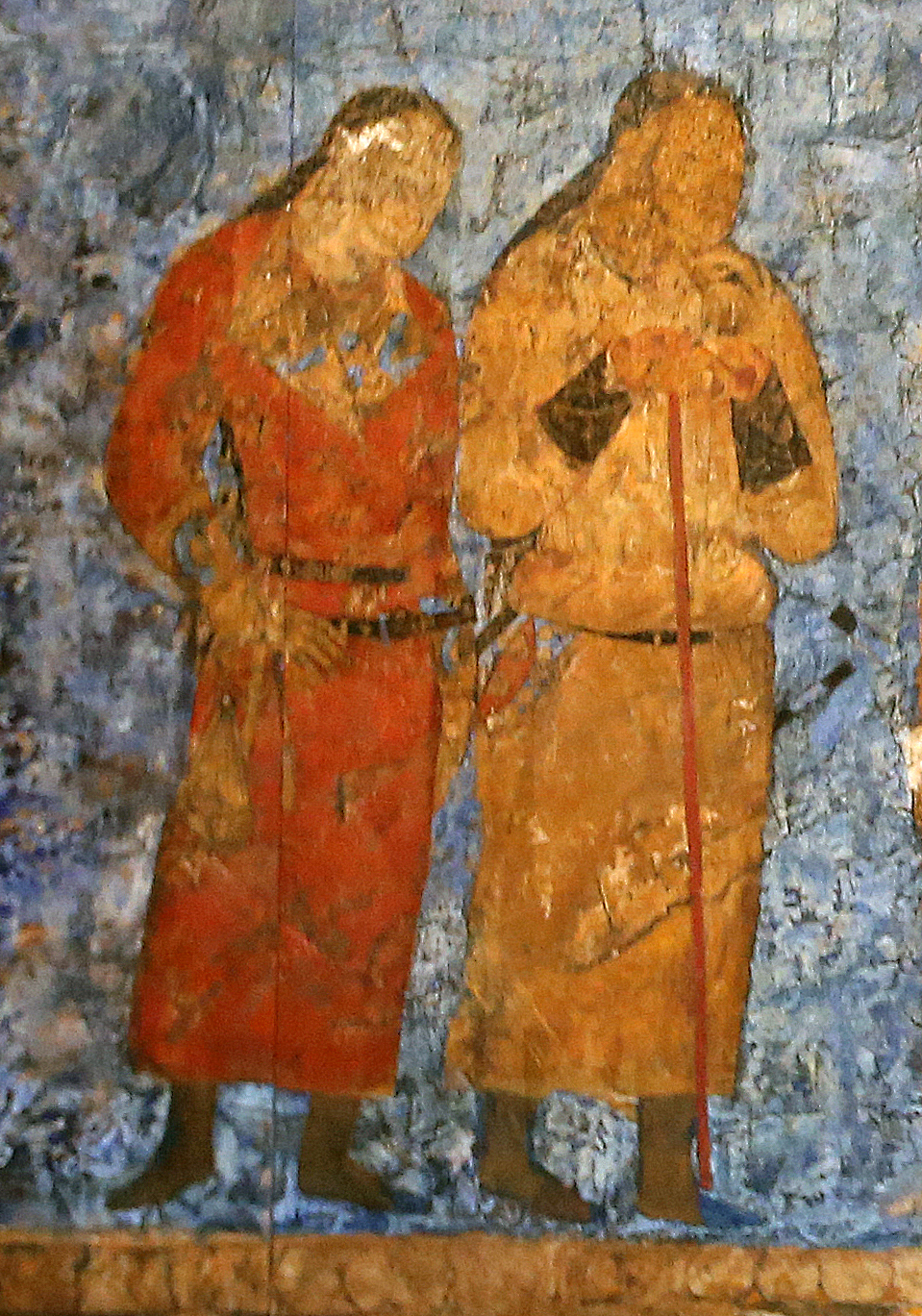
Тюркские чиновники в живописи Афрасиаба, Самарканд, 650 год

 На территории Ферганской долины обнаружено более 20 рунических надписей на древнетюркском языке, часть из них нанесена на земледельческие предметы, что говорит о наличии у местного тюркского населения в VII—VIII веках своей письменной традиции..
По мнению британского историка Тридвелла, тюрки были хорошо представлены в Мавераннахре еще до Саманидов, где они сформировали оседлые и полуоседлые общины. По мнению профессора Индианского университета (США) Ю. Брегеля, с IX века (за 200 лет до прихода Караханидов) начинается новый период тюркизации населения оазисов Средней Азии.
Усиление мягкой силы Китая в Центральной Азии привело к формированию новых взглядов на тюркизацию региона. Д.Дутураева отвергая мнение авторитетных ученых А.Бернштама, С.Кляшторного, О.Смирновой, Л.Баратовой, И.Кызласова, Ю.Брегеля, В.Тридвелла и других, считает, что тюркизация региона началась при Караханидах, а не в раннем средневековье.

### Присоединение Мавераннахра и распад Саманидского государства

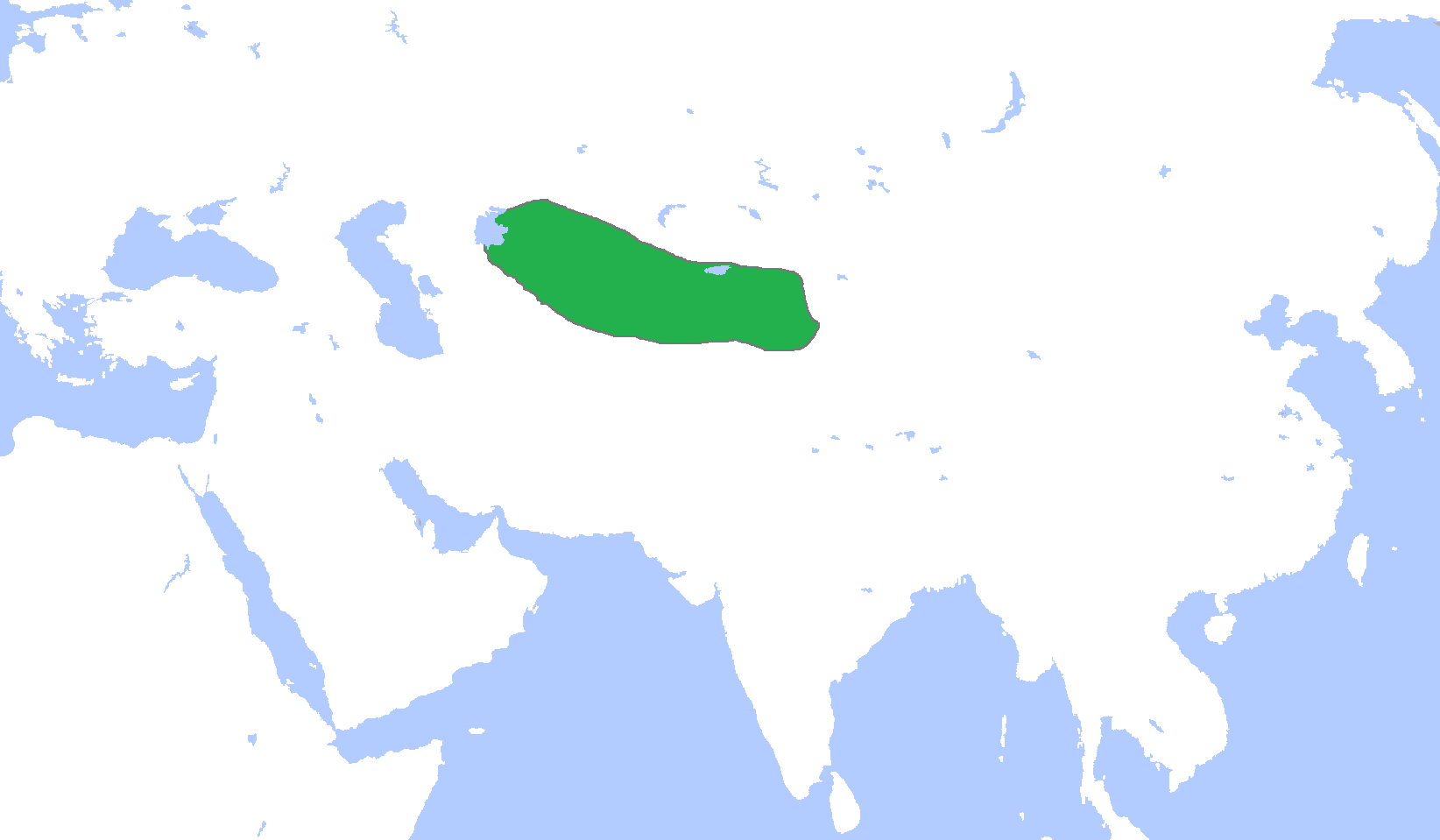
Государство Караханидов в 1000 году

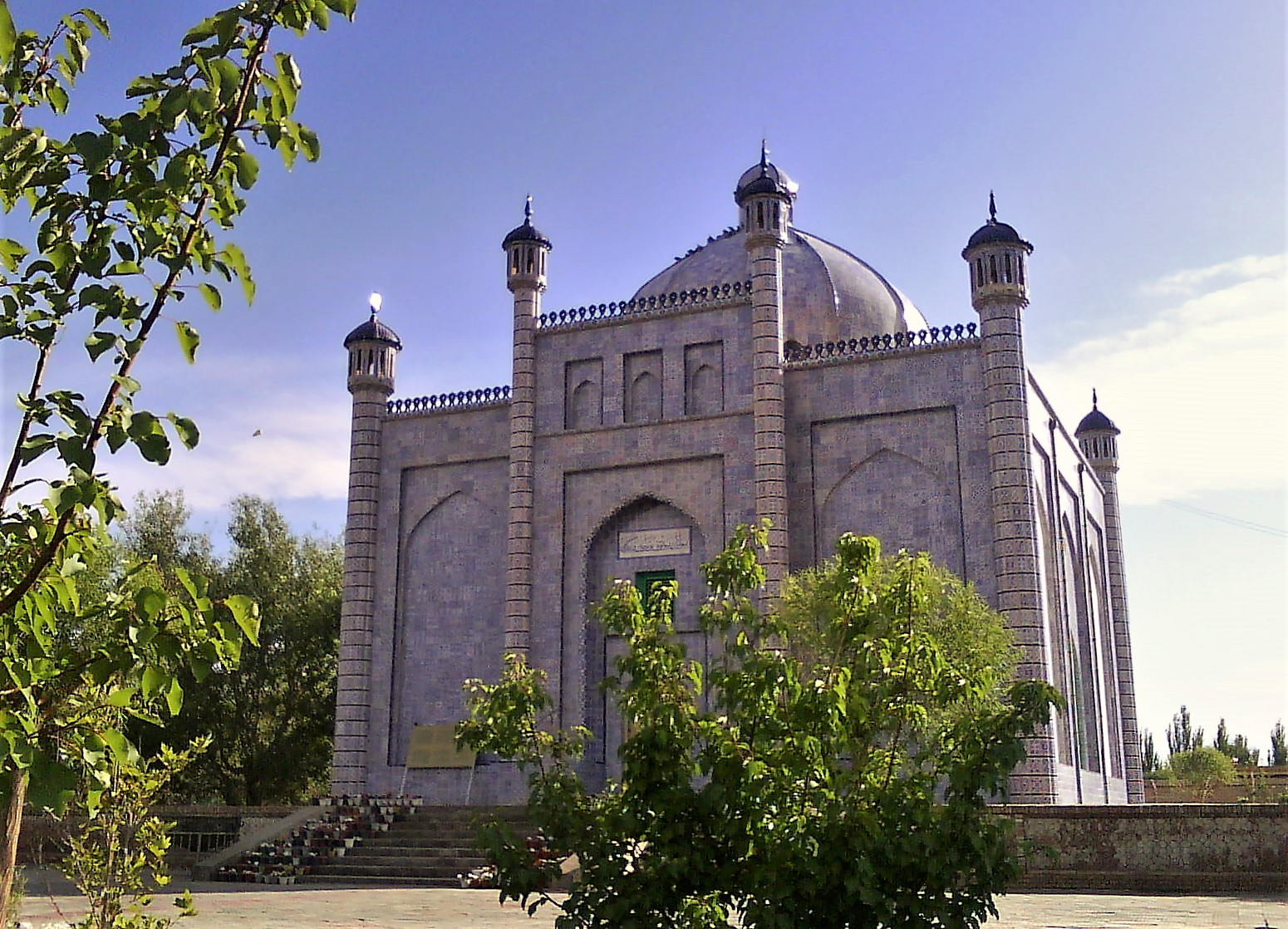
Мавзолей Сатука Абд ал-Карим Богра-хана. Кашгар. Вторая половина X века.

При сыновьях Сулеймана Али (970—998) и Хасане (известном в письменных источниках как «Шегаб ад-Даула» — «Звезда Государства») (970—992) в стране устанавливается двоевластие. Али ибн Сулейман, приняв титул «Арслан-хан», воцаряется в Кашгаре, а его младший брат — Хасан ибн Сулейман — принимает титул «Богра-хан» и воцаряется в Баласагуне.
В 992 году братьями было решено присоединить соседние области, в частности Мавераннахр.
Саманидское государство при эмире Абу-ль-Касиме Нухе II ибн Мансуре (976—997) настолько ослабло, что не мог противостоять нападениям извне. В таком именно положении государство Саманидов подверглось в 992 году первому, спустя столь длительное время, нападению Караханидов во главе с Хасаном ибн Сулейманом Богра-ханом.
Все попытки Нуха II мобилизовать военные силы страны не дали положительных результатов. Поднять население против Караханидов под лозунгом джихада было невозможно, так как Караханиды исповедовали ислам. Крупные военачальники не стали поддерживать Нуха II. Наместник Хорасана Абу Али Симджури заключил тайное соглашение с Хасаном Богра-ханом и не послал хорасанские войска на защиту Мавераннахра. Высланное против Богра-хана войско потерпело поражение вследствие измены начальника войск тюрка Фаика, который присоединился к Богра-хану и двинулся к Бухаре. В результате этой измены караханидские войска, не встретив отпора, без труда захватили столицу Саманидского государства — Бухару. Нух II был вынужден бежать в Амуль.
Неожиданная смерть Богра-хана (992 год) изменила положение. Караханидские войска, захватив богатую добычу, вернулись в Фергану.
События 992 года показали непрочность Саманидского государства. Абу Али Симджури и Фаик восстали против Нуха II — один в Хорасане, а другой в районе Балха.
Вернувшись в Бухару, Нух II не надеясь на собственные силы, обратился за помощью к правителю Газни, тюрку Себук-тегину. Себук-тегин охотно принял просьбу эмира и немедленно направился в Мавераннахр. С 20-тысячным войском он переправился через Амударью и вступил сначала в Кеш, затем в Нахшеб, а оттуда вместе с Нухом направился против Абу Али и Фаика. После нескольких сражений войска восставших были разгромлены, а сами они бежали в Джурджан.
Но в 995—996 годах произошли новые восстания вали отдельных саманидских областей, а Караханиды во главе с Али ибн Сулейманом Арслан-ханом возобновили свои попытки захвата Мавераннахра. И на этот раз Нух II с помощью Себук-тегина подавил восстания и предотвратил нападение Караханидов, хотя и вынужден был уступить им северо-восточные области.
В 997 году умерли Нух II и Себук-тегин. Эмир Мансур II ибн Нух (997—999) — сын Нуха II попал под сильное влияние Газневидского эмира Абу-л-Касима Махмуда ибн Себук-тегина, известного как Махмуд Газневид. Правители Нишапура тюрки Бегтузун и Фаик, бывшие в сговоре с Караханидами, боясь дальнейшего сближения Мансура II и Махмуда, ослепили Мансура II, после чего тот вскоре умер (999 год). По настоянию Бегтузуна и Фаика на престол вступил брат Мансура II Абд ал-Малик II ибн Нух.
Под предлогом кровной мести за Мансура Махмуд Газневи вынуждает Абд аль-Малика II уступить северную часть нынешнего Афганистана, а затем с войском вступает в Хорасан. Таким образом, в подчинении эмира Абд аль-Малика II остался один лишь Мавераннахр.
Однако в 999 году и этот последний оплот саманидской власти рухнул под новым натиском караханидских войск. Наср ибн Али Арслан-хан (998—1017), младший сын Али Арслан-хана, которому ещё при жизни Али завещал свой престол, захватил Бухару, а Абд аль-Малика II и других членов правящей семьи заключил в темницу. Таким образом власть Саманидов рухнула.
Местные тюркские чиновники Мавераннахра перешли на службу Караханидам. Бывший саманидский полководец Бегтузун или хаджиб Бегтузун, один из вершителей судеб государства Саманидов накануне его падения, не только пережил караханидское завоевание, но и пошел на службу к Караханидам. В разное время он был пожалован за службу такими владениями, как Киш (1008—1012 годы), Самарканд (1016—1018 годы) и Худжанд (1023—1024 годы). Бегтузуну в Кеше и Худжанде было предоставлено одно из важнейших прав — монетная регалия, он мог проставлять свое имя и пространную титулатуру даже на серебряных монетах. Караханиды нуждались во временном сотрудничестве с саманидской служилой знатью. В 1024 году были выпущены последние известные монеты с упоминанием Бегтузуна, скорее всего он скончался..

### Раздробленность государства. «Алиды» и «Хасаниды». Династическая борьба Караханидов
В 1040 году Караханидское государство распалось на Западное и Восточное ханства.
Однако несмотря на раздробленность, при Караханидах в X—XII веках возводились новые города, особенно в Семиречье и в долинах Сырдарьи. В городах строилось множество мавзолеев, мечетей, бань. Кроме того, во времена Караханидов получило развитие возведение каменных мостов.
В 1089 году Западно-Караханидское ханство становится вассалом сельджуков.
В 1141 году Восточно-Караханидское ханство оказалось в зависимости от каракитаев.
В 1210 году Западно-Караханидское ханство становится вассалом хорезмшаха Мухаммеда II.
В 1212 году найманский хан Кучлук уничтожил Восточное ханство в Узгене и Кашгаре. В том же году был ликвидирован Западное ханство в Самарканде.
История ханства уже с первых десятилетий его существования насыщена междоусобной борьбой двух влиятельных семей — потомков Али Арлсан хана, сына Мусы хана и Хасана (Харун) Богра хана, сына Сулейман хана (брата Мусы хана). Этим междоусобицами воспользовались кочевые племена киданей, владевшие Центральной Азией. В 1017 кидани вторглись в Семиречье и дошли до Баласагуна, но правитель караханидов Туган хан разбил войско киданей и заставил их отступить на восток.
В 1040 году Караханидское государство распалось на две части: Восточное и Западное. Столицей Западного ханства был Самарканд.
С 1060—1070-х годов начинаются столкновения Караханидов с сельджуками.
В 1089 году Западные Караханиды попали в вассальную зависимость к сельджукскому султану Мелик-шаху. В 1102 году правитель Баласагуна и Тараза Кадыр-хан Жабраил напал на Мавераннахр и захватил все земли до Амударьи. Пытался отвоевать у сельджуков Термез, однако потерпел поражение, попал в плен и был казнён.
В 1102—1130 году Западным ханством управлял Арслан-хан, который возвёл минарет Калян в Бухаре.
Вторжение каракитаев в 1130 — начале 1140-х годов поставило Караханидское государство под их верховную власть. В 1212 году остатки политического влияния Караханидского государства были ликвидированы хорезмшахом Мухаммедом.
Главной формой феодального землевладения была икта. Караханидское государство делилось на уделы, в которых правили члены караханидского рода — хаканы и илеки; центральная власть была слабой. Столицами Караханидского государства были Кашгар, Баласагун, Узген, затем снова Кашгар. Столицей Западного Караханидского ханства был Самарканд.

## Политический строй

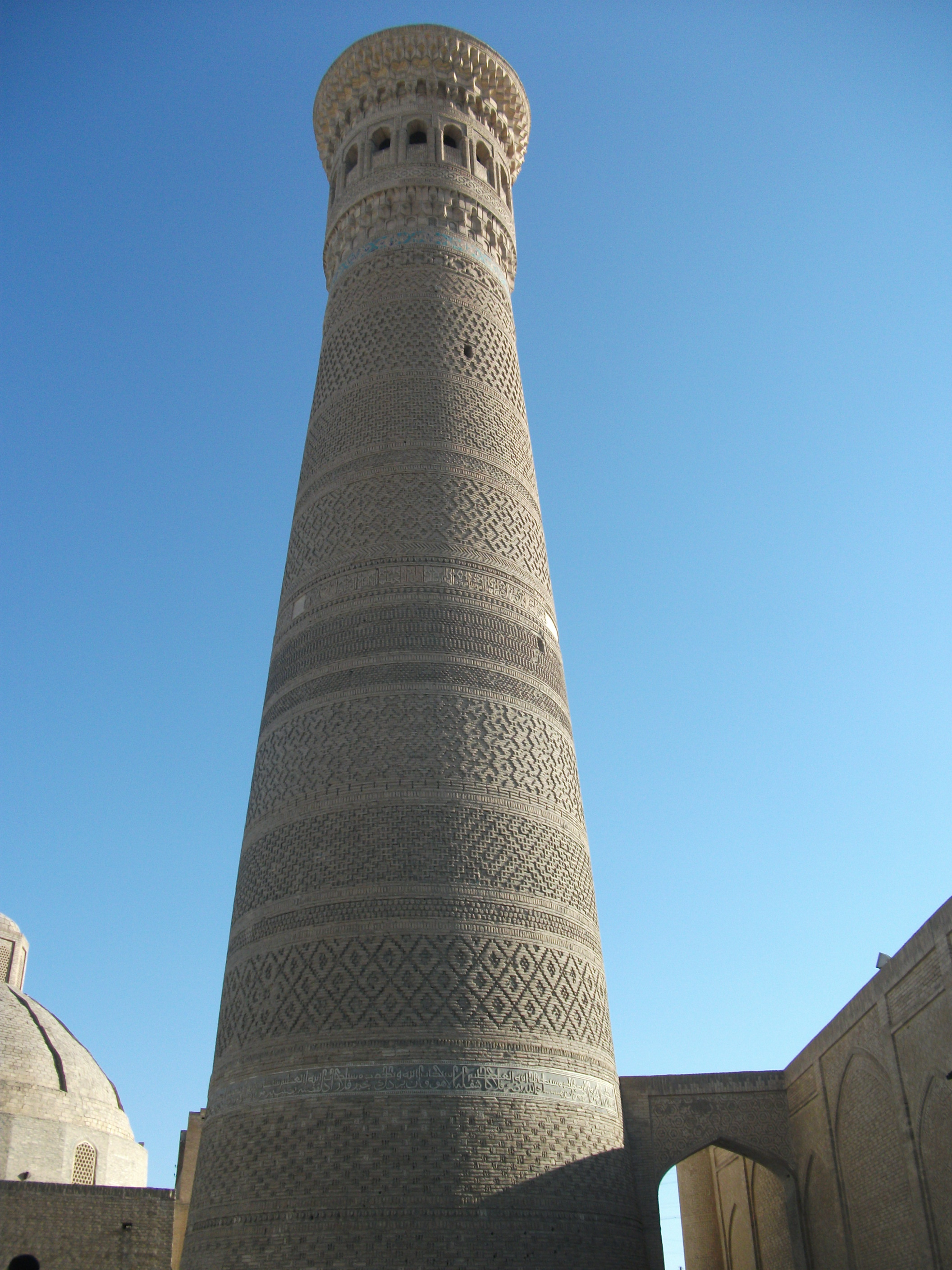
Минарет Калян в Бухаре, Узбекистан

Значительный материал по истории государства Караханидов содержится в монетах.
Если основатель каганата, Билга Кул Кадыр-хан, был единственным его главою, то уже при его сыновьях была введена дуальная система власти с разделением государства на две части. Западная, со столицей в Баласагуне, управлялась великим (старшим) каганом, считавшимся главою династии и всей державы. Восточную её часть возглавлял «со-каган», каган-соправитель, младший каган, имевший ставку в Кашгаре или Таразе. Великий каган титуловался Арслан-ханом, младший — Бугра-ханом, со смертью первого его пост и титул переходили ко второму.
- Каган (хакан) — титул правителя.
- Илак, тегин — правители уделов.
- Отличие от других государств — военное управление было отделено от административного. Военно-административная структура строилась по иерархическому принципу.
- Икта — право сбора налогов, а его обладателя называли — иктадор. Ханы жаловали своим родственникам и приближённым право на получение с населения района или города налогов, до того взимавшихся в пользу государств.

Из памятников культуры Караханидского государства до наших дней дошли лишь литературные произведения «Кутадгу билиг» Юсуфа Баласагунского и «Диван тюркских диалектов» Махмуда Кашгари, «Хибатул хакаик» Ахмада Югнаки, а в области архитектуры и декоративного искусства — минарет Калян в Бухаре, караван-сарай Рабат Малик близ города Навои, портальные мавзолеи Узгена с их знаменитым орнаментальным декором, мавзолей Айшабиби в Таразе.

## Монеты Караханидов

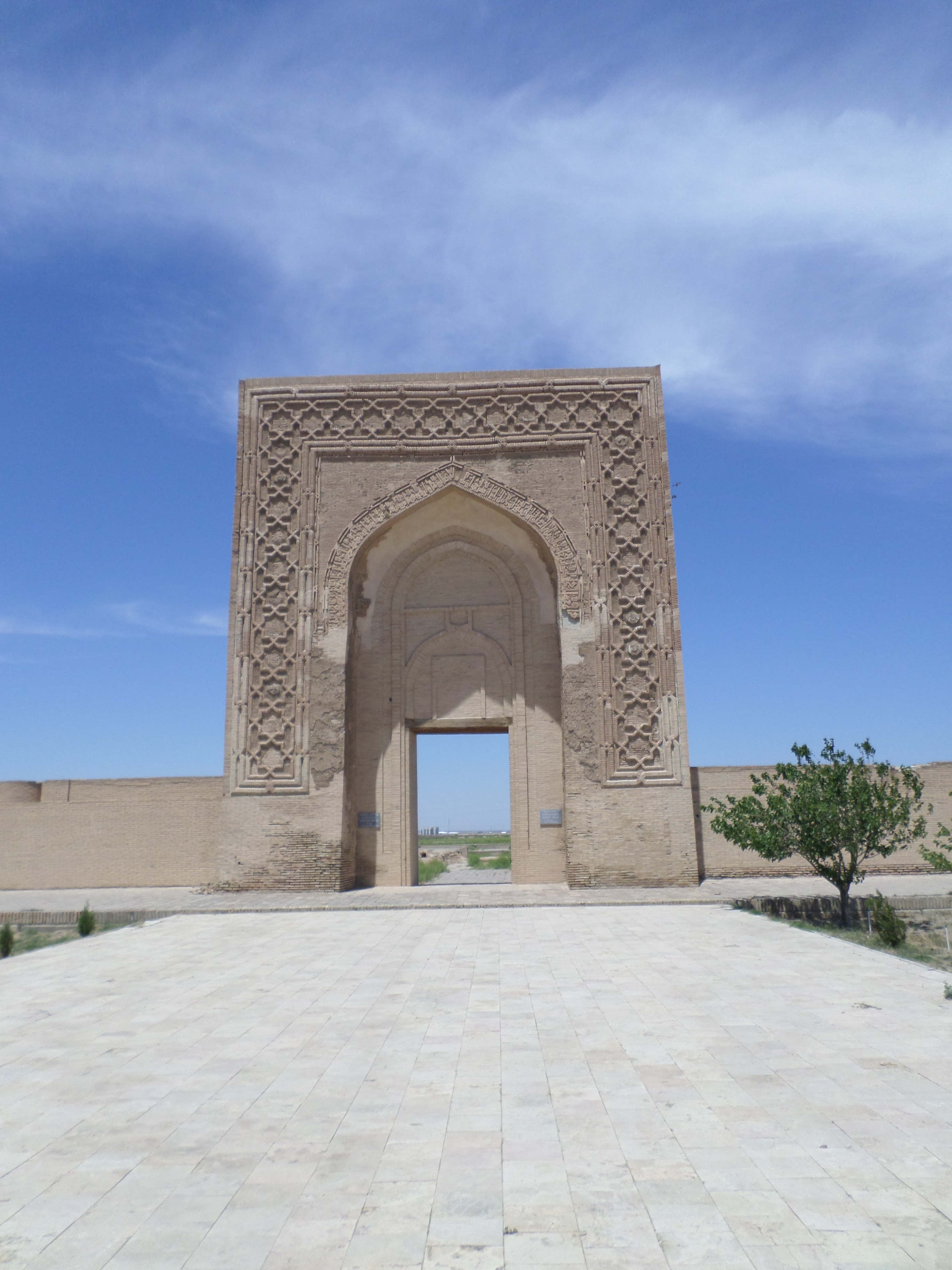
Караван-сарай Рабати Малик, близ Навои, Узбекистан

Караханиды выпустили большое число монет, содержащих различные надписи и символы. Одним из отличий караханидских монет от саманидских было изображение животных: птиц, кошачьего хищника, слона, бегущего зайца, петуха, голубя, рыбы и др..
Самые ранние уйгурские надписи на караханидских монетах датируются 994-95 г., позднейшие — 1079-80 г., они отражают степень тюркизации жителей Мавераннахра..
На монетах, выпущенных Караханидами, ни разу не упоминается этноним уйгур..

## Культура Караханидского государства
Караханиды гораздо больше, чем другие династии тюркского происхождения, имели в надписях на монетах тюркские титулы.

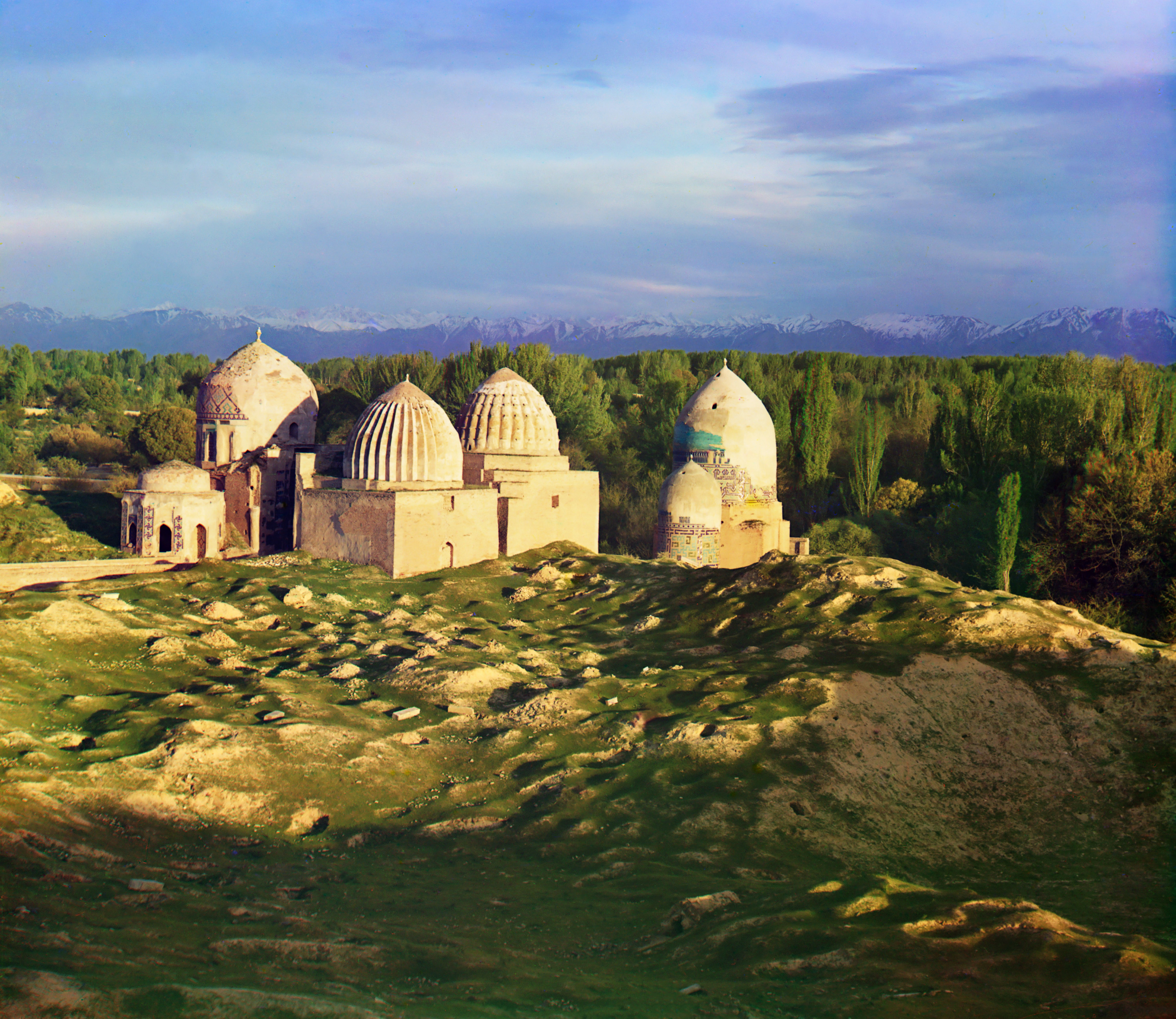
Мемориальный комплекс Шахи-Зинда в Самарканде, основанный западными Караханидами, XI—XV вв.

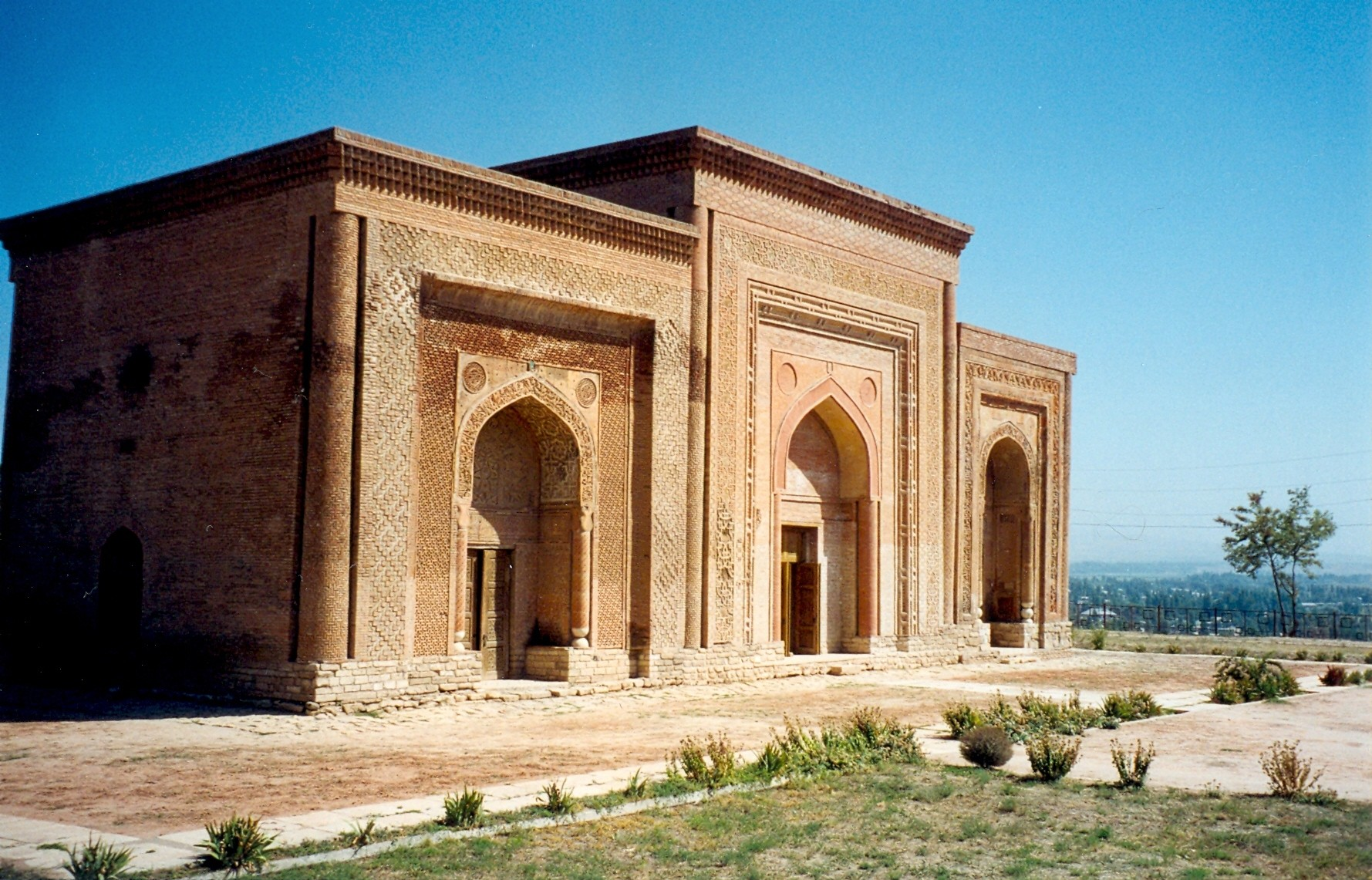
Караханидский мавзолей XI—XII вв. в Узгене, Кыргызстан

Основателем Западного Караханидского каганата был Ибрахим Тамгач-хан (1040—1068). Ибрагим избрал столицей Самарканд. Как свидетельствуют источники, период его правления характеризуется подъёмом в экономической и культурной жизни страны. Он впервые на государственные средства возвёл медресе в Самарканде и поддерживал развитие культуры в регионе. При нём, в Самарканде были учреждены общественный госпиталь и медресе, где велось обучение и по медицине. При госпитале была амбулатория, где получали медицинскую помощь больные, не нуждавщиеся в стационарном лечении. Врачебное дело в больнице Самарканда было на довольно высоком уровне. Ибрагим тамгач-хан беспощадно боролся с коррупцией и преступностью в государстве. Он установил строгий контроль за ценами на продукты на рынках страны.
Политику Ибрагим тамгч-хана продолжал его сын Шамс аль мульк (1068—1080). Столицей государства оставался Самарканд. По приглашению Шамс аль мулька в Самарканд прибыл молодой поэт и ученый Омар Хайям, который здесь написал свои первые научные произведения, прославившие его на весь мир. В 1078—1079 годах Шамс аль мульк построил большой караван-сарай Рабат Малик (недалеко от современного города Навои). Он же построил новую соборную мечеть в Бухаре и дворец Шамсабад.
Преемником Шамс аль мулька был Хызр-хан (1080—1087). Согласно В. В. Бартольду, государство при правлении Хизр-хана находилось в цветущем состоянии. Хызр-хан покровительствовал поэтам. Низами Арузи Самарканди считал, что при правлении Хызр-хана двор караханидов отличался красотой и блеском.
Караханиды построили в Узгене, Самарканде и Бухаре ряд грандиозных архитектурных сооружений. Но в отличие от Бухары, где до наших дней сохранились постройки времён Караханидов (например, минарет Калян), в Самарканде остался только минарет в комплексе Шахи-Зинда (остальные разрушил Чингис-хан).
В Узгене (юг современной Кыргызской Республики) до нас дошли три ранних мавзолея Караханидов.
Наиболее известной постройкой Караханидов в Самарканде являлось медресе 1040 года Ибрагим ибн Наср Табгач-хана, а также большой дворец Ибрахима Хусейна (1178—1202), который согласно историческим данным был полностью украшен живописью.
В эпоху Караханидов в Самарканде жил выдающийся среднеазиатский мыслитель, учёный философ, теолог-богослов, исламский законовед-фиких Бурхануддин аль-Маргинани (1123—1197).
Наиболее ярким памятником эпохи Караханидов в Самарканде был дворец Ибрахим ибн Хусейна (1178—1202), который был построен в цитадели в XII веке. При раскопках были обнаружены фрагменты монументальной живописи. На восточной стене был изображён тюркский воин, одетый в жёлтый кафтан и держащий лук. Здесь же были изображены лошади, охотничьи собаки, птицы и периподобные женщины.

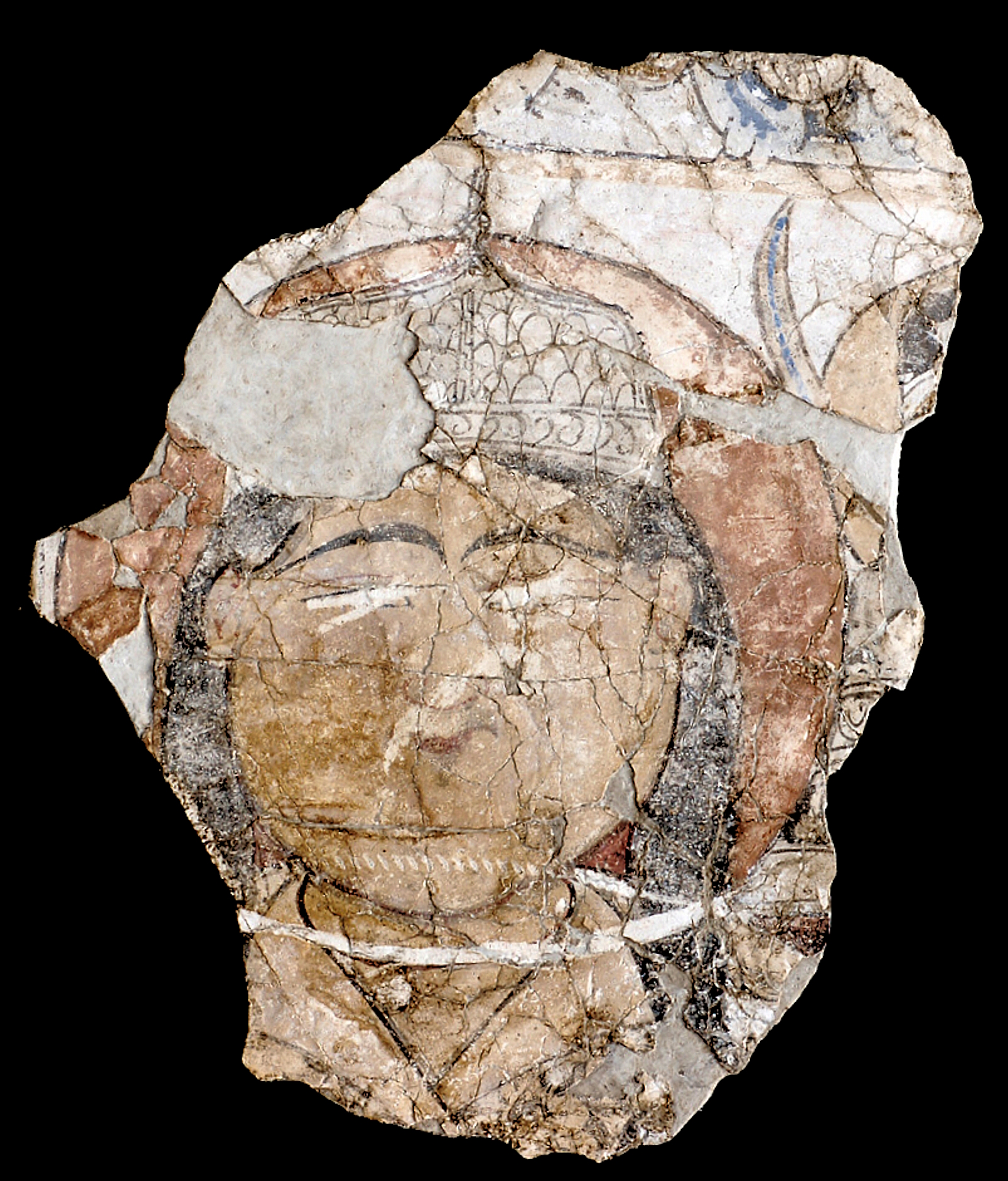
Предполагаемое изображение караханидского правителя Усмана из дворцовой живописи Караханидов в Самарканде

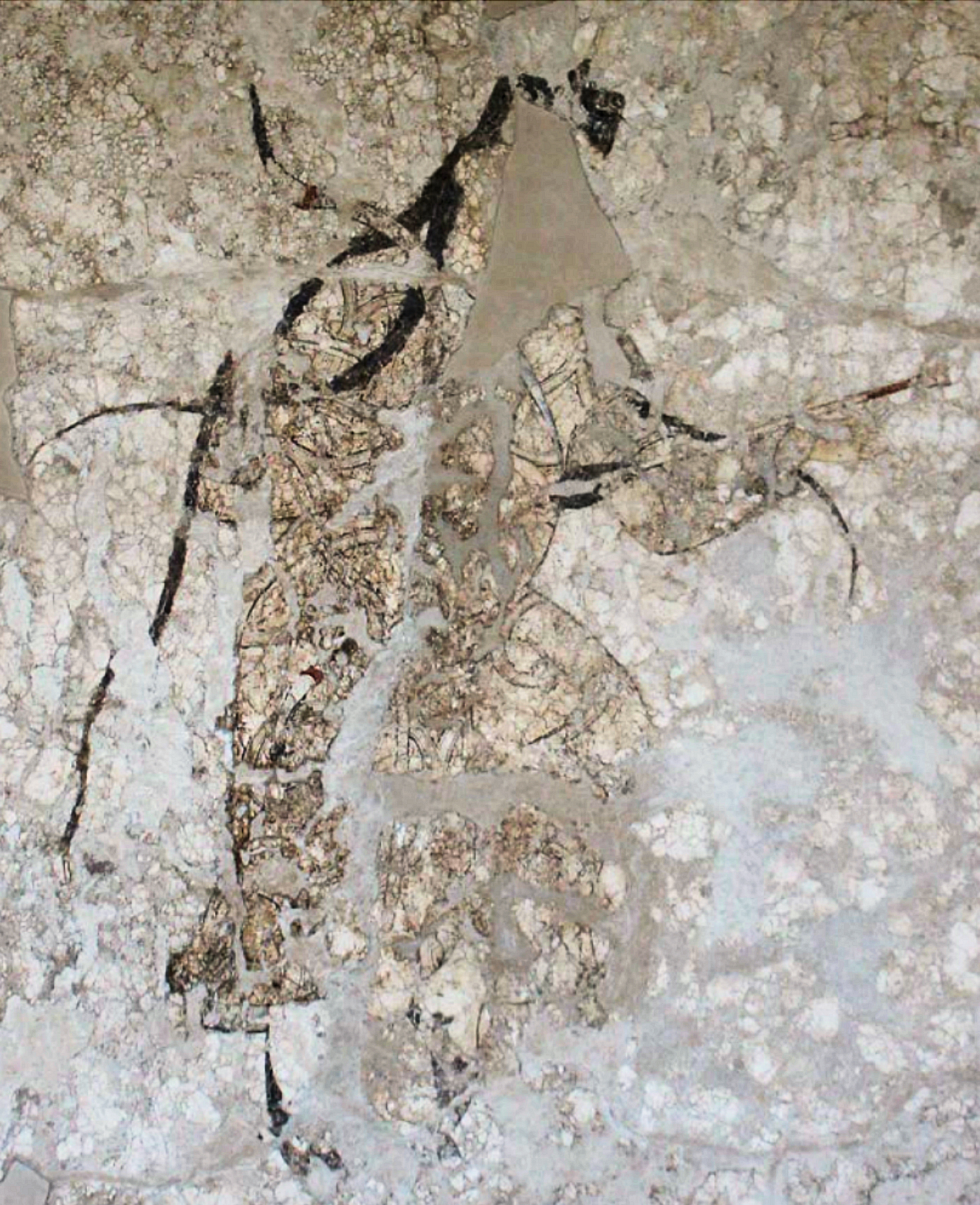
Караханидский тюркский лучник, городище Афрасиаб, Самарканд, 1200 год

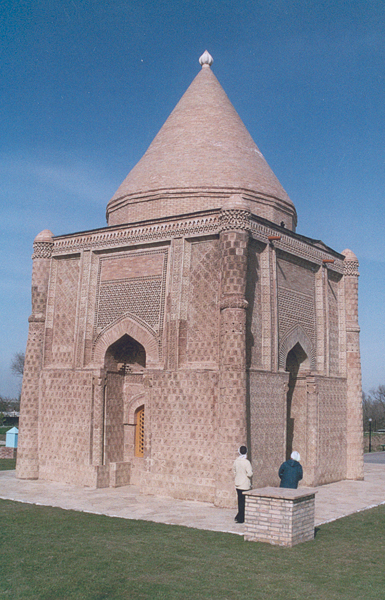
Мавзолей Айша-биби около Тараза

От эпохи Караханидов сохранились древние памятники в Бухаре: минарет Калаян, мечети Магоки-Аттари и Намазгох, и Турк-и Джанди (квартальный и суфийский центр). В 1119 году на фундаментах Намазгаха караханид Шамс ал-мулк отстроил новое здание праздничной мечети, сохранившееся в перестроенном виде до наших дней.
Караханид Арслан-хан (1102—1130), правивший в Бухаре, был известен своей градостроительной деятельностью: его правлением датируется постройка на его личные средства Большого бухарского минарета и попытки восстановить Пайкенд. Арслан-хан Мухаммед выстроил в Искиджкете рабат, а в Шарге — соборную мечеть. По его приказу соорудили городскую стену Бухары в два ряда. Арслан-хан Мухаммед велел построить новую соборную мечеть Бухары — мечеть Калян, которое было выстроено с большим великолепием и окончено в 1121 году. Позже он приказал построить дворец в бухарском арке, а через несколько лет он выстроил новый дворец в квартале Дерваздже (в северо-западной части города), в улице Бу-Лейса, где были построены две бани. Впоследствии Арслан-хан обратил этот дворец в медресе, а для себя выстроил новый около ворот Са’дабад (Бену Саъд), то есть около юго-западной стороны Бухары.
Ещё одна мечеть находилась на небольшом расстоянии к югу от мечети Калан. Сейчас на её месте располагаются жилые дома, в одном из них — мазар Арслан-хана.
В XII веке Бухарский оазис становится одним из центров суфизма в Центральной Азии. Одним из известных суфиев этого периода был Абдул-Халик Гидждувани.

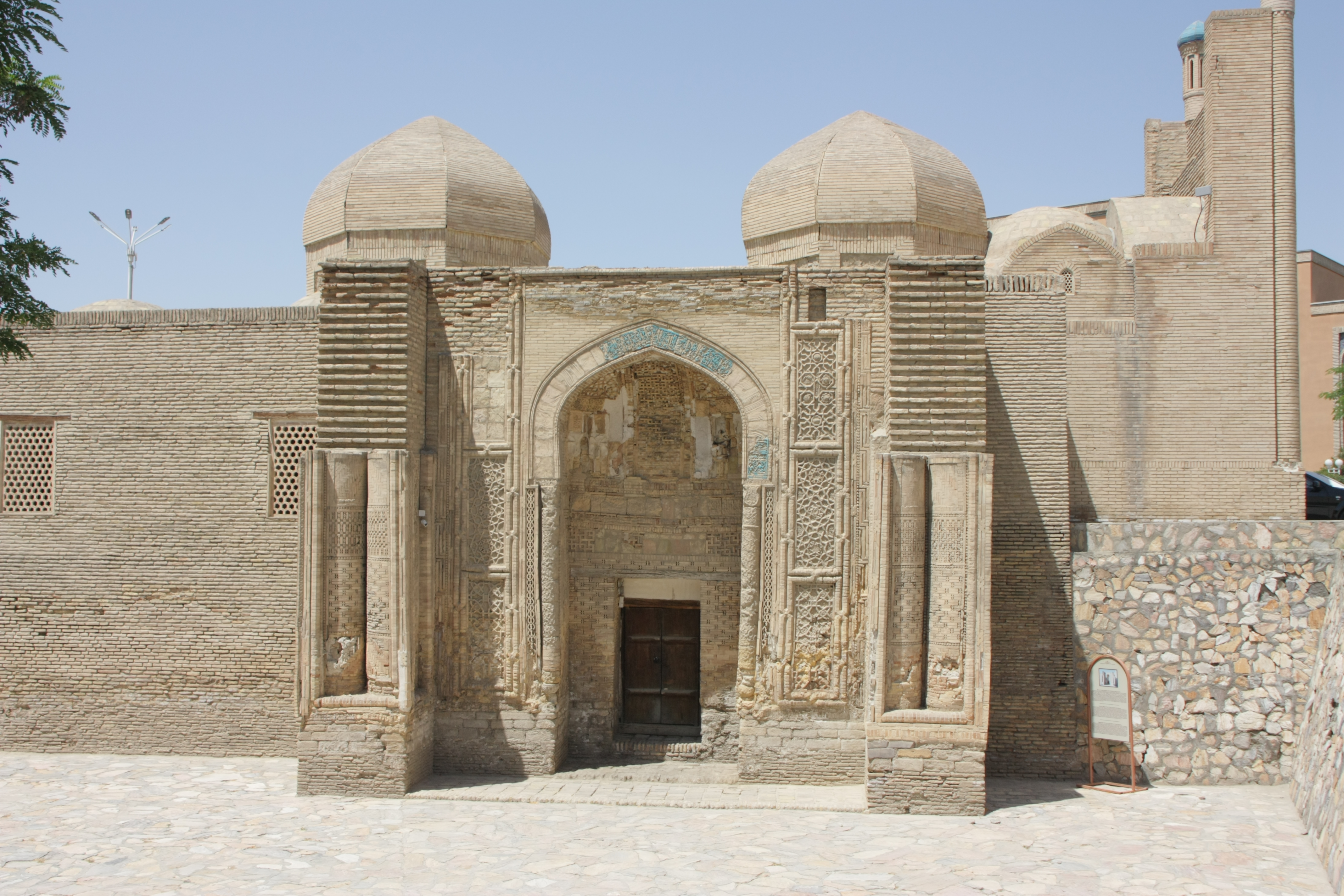
Мечеть Магоки-Аттари в Бухаре эпохи Караханидов

Некоторые образцы караханидской архитектуры располагались в Таразе и присырдарьинских городах, мавзолеи Айша-Биби, Аяккамыра, Бабаджи хатун и др.
Благодаря активному использованию жжёного кирпича караханидская архитектура отличалась богатством архитектурные формы. В караханидской архитектуре широко применялись арочные конструкции и купола. Для оформления наружных стен и куполов использовался узорный и глянцевый кирпич. Были распространены резные, лепные и литые украшения для стен, а также лепнина из жёлтой глины и глиногипса (ганча). Часто встречались восьмиугольные или восьмигранные формы и узоры наподобие ковровых.
Из примеров прикладного искусства до наших дней дошли образцы узорной поливной и терракотовой керамики и ювелирных изделий. В оформлении предметов преобладают геометрические мотивы.

## Историческая наука и литература

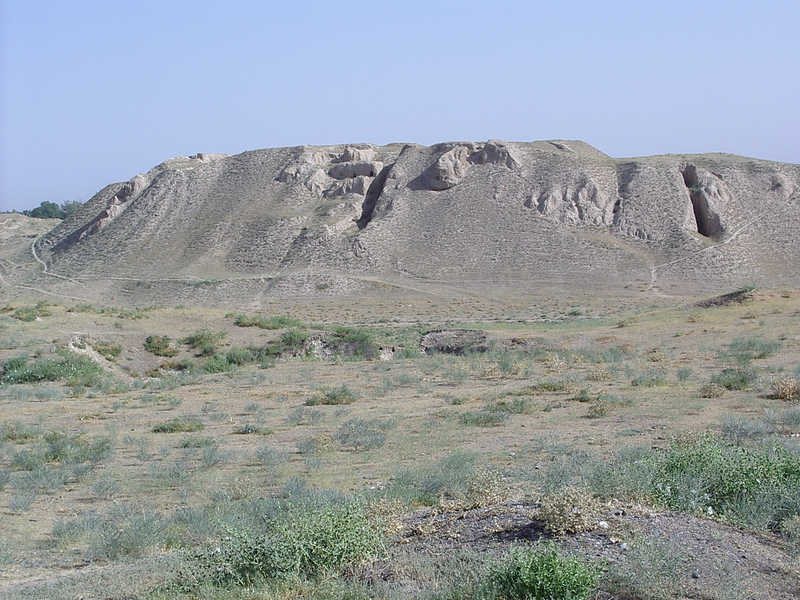
Руины резиденции тюркской династии Караханидов, XI — начало XIII в., городище Афрасиаб, Самарканд

К X веку в государстве Караханидов функционировал литературный язык, продолживший традиции древнетюркских письменных текстов. Официальный караханидский язык X в. основывался на грамматической системе древних карлукских диалектов.
Исламизация Караханидов и их тюркских подданных сыграло большую роль в культурном развитии тюркской культуры. В конце Х — начале XI в. впервые в истории тюркских народов на тюркский язык был переведён Тафсир — комментарии к Корану. В эту эпоху в Средней Азии появились крупнейшие тюркоязычные литературные произведения: «Благодатное знание» (Кутадгу билиг) Юсуфа Баласагуни, «Диван» Ахмада Яссави, «Дары истины» (Хибатул хакоик) Ахмада Югнаки. Ученый XI века Махмуд Кашгари заложил основы тюркского языкознания. Он перечисляет названия многих тюркских племён Средней Азии.
«Словарь тюркских наречий», был составлен Махмудом Кашгари в 1072−1074 годах. Здесь он представил основные жанры тюркоязычного фольклора — обрядовые и лирические песни, отрывки героического эпоса, исторические предания и легенды (о походе Александра Македонского в область тюрков-чигилей), более 400 пословиц, поговорок и устных изречений.
При дворе караханидов в Самарканде сложился научный и литературный центр Мавераннахра. Источники по истории Караханидского государства большей частью не сохранились. Нам известны лишь некоторые названия этих исторических трудов. Сведения о нём дошли до нас лишь в трудах арабских и персидских авторов, писавших за пределами ханства. Труд одного из историков эпохи караханидов Махмуда Кашгарского «Тарихи Кашгар» известен лишь в небольших отрывках, приведенных у Джамаля Карши (XIII век).
Одним из знаменитых учёных был историк Маджид ад-дин ас-Сурхакати, который в Самарканде написал «Историю Туркестана», в которой излагалась история династии Караханидов.

## Исследователи истории государства Караханидов
История и культура государства Караханидов изучалась крупными исследователями: В. Григорьевым, В. Бартольдом, О. Прицаком, М. Массоном, Е. Давидович, Б. Кочневым, П. Голденом, М.Федоровым, В. Настичем, О. К. Караевым, М. Биран и другими[кем?].

## Правители Караханидского государства

### Хаканы Караханидского государства
1. Бильге Кюль Кадыр Арслан-хан (840—893)
2. Базир Арслан-хан (893—920)
3. Огулчак Арслан-хан (893—940)
4. Сатук Богра-хан — хакан (942—955)
5. Муса Байташ Бугра-хан — хакан (955—970)
6. Харун Бугра-хан — хакан (970—993)
7. Хасан Али I — хакан (993—998)
8. Ахмед ибн Али — хакан (998—1017)
9. Мансур Арслан-хан — хакан (1017—1024)
10. Мухаммад Тоган-хан — хакан (1024—1026)
11. Юсуф Кадыр-хан — хакан (1025 — 1034)

### Ханы Западно-Караханидского ханства
1. Насри ибн Али — хан (999—1012)
2. Ахмад — хан (1012—1016)
3. Мухаммед — хан (1016—1020)
4. Али-тегин — хан (1020—1034)
5. Юсуф Кадыр-хан — хан (1025 —1034)
6. Хусейн (1034—1040)
7. Ибрахим б. Наср Табгач-хан (1040—1068)
8. Шамс аль мульк — хан (1068—1080)
9. Хызр-хан — хан (1080—1087)
10. Ахмед-хан б. Хызр — хан (1087—1095)
11. Махмуд-хан — хан (1095—1097)
12. Сулеймен-тегин — хан (1097—1098)
13. Джибраил Кадыр-хан — хан (1098—1102)
14. Мухаммед-тегин — хан (1102—1129)
15. Наср III — хан (1129)
16. Ахмад-хан — хан (1129—1130, 1132)
17. Ибрахим II Богра-хан — хан (1130—1132, 1141—1156)
18. Махмуд-хан III — хан (1132—1141)
19. Али — хан (1156—1190)
20. Масуд — хан (1163—1178)
21. Ибрахим III Богра-хан — хан (1178—1201)
22. Осман — хан (1201—1212)

### Ханы Восточно-Караханидского ханства
1. Юсуф Кадыр-хан — хан Кашгара и Хотана (998 — 1034)
2. Сулеймен Арслан-хан — хан (1042—1055)
3. Мухаммед II Богра-хан — хан (1055—1057)
4. Ибрахим I Богра-хан — хан (1057—1059)
5. Махмуд — хан (1059—1074)
6. Омар — хан (1074—1075)
7. Харун II Богра-хан — хан (1075—1102)
8. Джибраил Кадыр-хан — хан (1102—1103)
9. Ахмед Арслан-хан — хан (1103—1130)
10. Ибрахим II Богра-хан — хан (1130—1156)
11. Мухаммед III Богра-хан — хан (ок. 1156—1180)
12. Юсуф II Тамгач-хан — хан 1180—1205)
13. Мухаммед IV Богра-хан — хан (1205—1211)